# サンフィールド二本松ゴルフ倶楽部

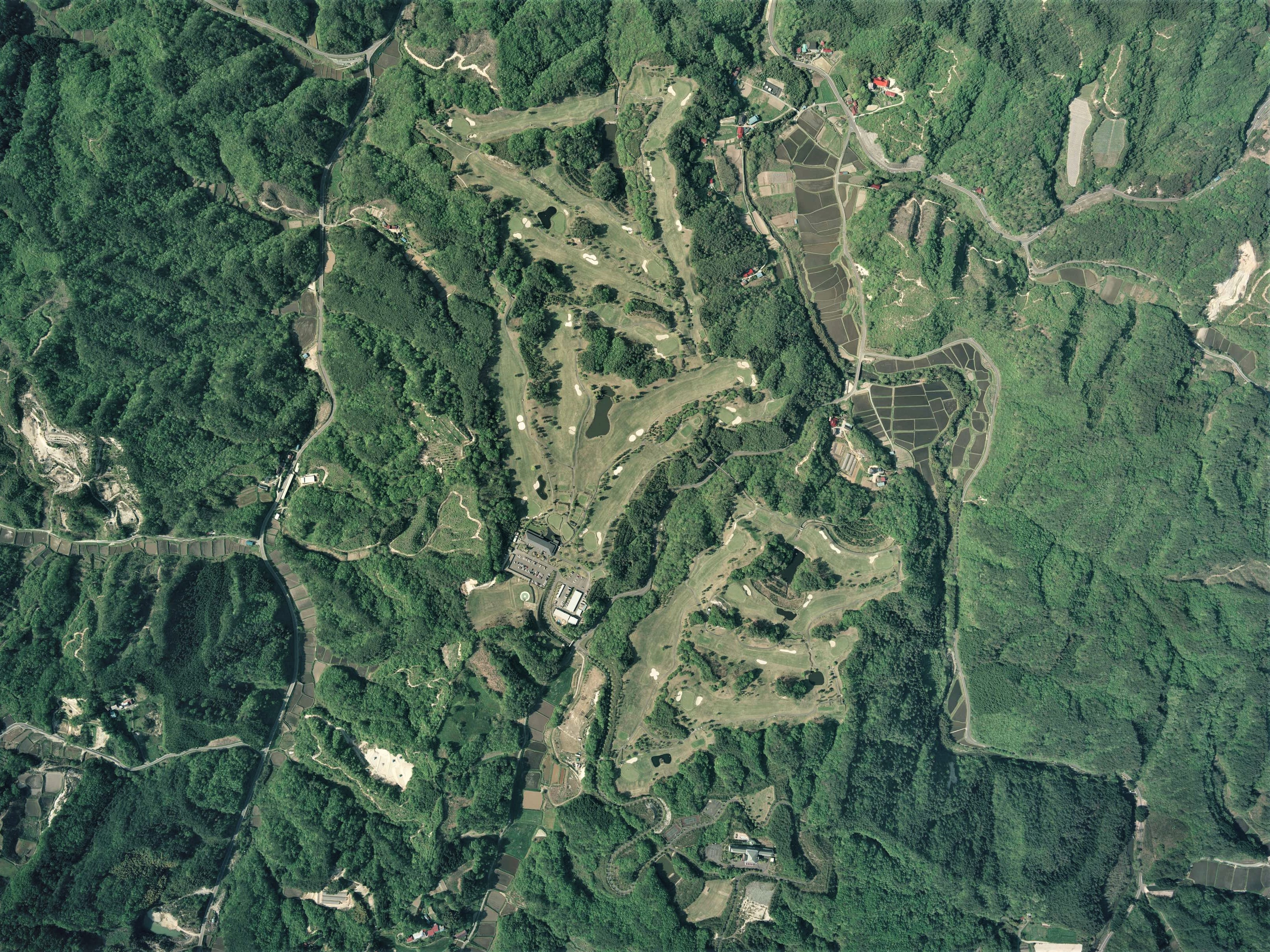
サンフィールド二本松ゴルフ倶楽部の空中写真。
2007年5月14日撮影。。

サンフィールド二本松ゴルフ倶楽部（サンフィールドにほんまつゴルフくらぶ）は、福島県二本松市にあるゴルフ場。福島第一原子力発電所事故による放射能汚染のため休業している。

## 概要
1992年（平成4年）に大和産業株式会社により、当時の福島県安達郡岩代町に「岩代・小浜城ゴルフ倶楽部」として開場。2004年7月1日に経営主体が株式会社トータルグリーンに移り、「岩代グリーンカントリークラブ」に名称変更した。翌2005年10月1日には株式会社サンフィールドが買収。運営会社として株式会社サンフィールド二本松ゴルフ倶楽部を設立し、2006年3月15日にコース名を「Sunfield 二本松ゴルフ倶楽部 岩代コース」に改めた。
- 本社・コース所在地 - 福島県二本松市西新殿字太郎田212番地
- 面積 - 1,500,000m2、18ホール
- コース設計 - フジタ

### 放射能汚染
2011年3月12日に発生した福島第一原子力発電所事故後、ゴルフコースから毎時2~3マイクロシーベルトの放射線量が検出されるようになった。運営会社は、事故の当事者である東京電力に対し汚染の除去を求め、同年8月に東京地方裁判所に仮処分を申し立てた。これに対し東京電力側は「飛散した放射性物質は無主物であり、当社は除去の責任を負わない」と主張。東京地裁は同年10月31日に、「現状でゴルフ場の運営が不可能とは認められない」として
ゴルフ場側の訴えを退けた。同ゴルフ場では、7月の福島オープンゴルフ予選の開催を断念、従業員17人も9月までに退職している。